# Functieboom
Een functieboom is een schema waarin de functies van een technisch systeem systematisch worden weergegeven. Functiebomen worden gebruikt om de hoofdfunctie van een systeem op te splitsen in deelfuncties. De deelfuncties worden vervuld door deelsystemen, die gezamenlijk de hoofdfunctie vervullen.

## Structuur
Een functieboom wordt opgebouwd met de "hoe-waarom"-logica. Door de vraag te stellen hoe een functie vervuld wordt, kan de nevenfunctie van een functie bepaald worden. Andersom kan de bovenliggende functie gevonden worden door te vragen waarom een functie vervuld moet worden. Doorgaans staat de hoofdfunctie bovenaan of aan de linkerzijde van het schema. Verder hangen de deelfuncties als het ware onder de hoofdfunctie.